# (38599) 1999 XC210
1999 XC210 (asteroide 38599) é um asteroide troiano de Júpiter. Possui uma excentricidade de 0.08986280 e uma inclinação de 14.53582º.
Este asteroide foi descoberto no dia 13 de dezembro de 1999 por LINEAR em Socorro.